# Жена священника (фильм, 1971)
«Жена священника» (англ. The Priest's Wife, итал. La moglie del prete) — кинофильм итальянского режиссёра Дино Ризи.

## Сюжет
Узнав, что её возлюбленный женат, Валерия (Софи Лорен) решает покончить жизнь самоубийством. Перед тем, как принять снотворное, она звонит в службу помощи («Рука помощи»), где её собеседником оказывается католический священник (Дон Марио, актёр Марчелло Мастроянни), не сумевший разубедить Валерию в принятом решении. Очнувшись утром в больнице, она видит того же священника перед своей кроватью и влюбляется в него. Вопреки данному обету безбрачия, Марио также влюбляется в Валерию. Решить проблему, по раздумью, может только специальное разрешение Папы, но титул монсеньора, предложенный Марио Ватиканом, оказывается соблазнительнее любви.

## В ролях
- Софи Лорен — Валерия Билли
- Марчелло Мастроянни — дон Марио Карлези
- Венантино Венантини — Маурицио
- Джино Кавальери — дон Филиппо